# GT4 European Cup
GT4 European Cup – europejska seria wyścigów GT, powstała z inicjatywy Stéphane Ratel Organisation  jako europejska seria wyścigów Grand tourer. W tych mistrzostwach uczestniczą dwie kategorie pojazdów, w FIA GT walczyły dwa rodzaje pojazdów GT4 – GT4 PRO, GT4 AM, Light oraz Supersport. Dystans w tych mistrzostwach składał się z  wyścigów o podobnych dystansach. W tych mistrzostwach zazwyczaj jechało w jednej załodze jeden lub dwóch kierowców.

## Historia
GT4 European Series została założona w 2007 roku. Ta seria była również początkiem kategorii GT4 w krajowych seriach wyścigowych. Pierwszym mistrzem był Eric de Doncker. Seria nie odbyła się w 2012, ale wróciła w sezonie 2013. Od sezonu 2014 seria będzie się nazywać GT4 European Series.

## Zwycięzcy sezonów FIA GT Championship
| Sezon | Klasa               | Kierowca                                 | Zespół                                  |
| ----- | ------------------- | ---------------------------------------- | --------------------------------------- |
| 2007  | GT4                 | Eric de Doncker                          | nie klasyfikowano                       |
| 2008  | GT4                 | Eric de Doncker                          | Motorsport98                            |
| 2008  | Light               | Christopher Haase                        | Motorsport98                            |
| 2009  | GT4                 | Joe Osborne                              | RJN Motorsport                          |
| 2009  | Supersport          | Augustin Eder                            | RJN Motorsport                          |
| 2010  | GT4                 | Paul Meijer                              | Rhesus Racing                           |
| 2010  | Supersport          | Gianni Giudici                           | Rhesus Racing                           |
| 2011  | GT4                 | Ricardo van der Ende                     | Racing Team Holland by Ekris Motorsport |
| 2011  | Supersport          | Gianni Giudici                           | Racing Team Holland by Ekris Motorsport |
| 2012  | Sezon nie odbył się | Sezon nie odbył się                      | Sezon nie odbył się                     |
| 2013  | PRO                 | Ricardo van der Ende                     | Ekris Motorsport                        |
| 2013  | AM                  | Joerg Viebahn                            | Ekris Motorsport                        |
| 2014  | PRO                 | Bernhard van Oranje Ricardo van der Ende | Racing Team Holland by Ekris Motorsport |
| 2014  | AM                  | André Grammatico                         | Racing Team Holland by Ekris Motorsport |